# Névrose
 (décembre 2015).
Une névrose est un trouble psychique dans lequel le sujet est conscient de sa souffrance psychique et s'en plaint.

## Histoire et définitions du concept
Névrose vient du mot neurosis, dérivé du grec « neuron » (« nerf, neuro ») avec le suffixe « ose » de « ôsis » servant aux mots désignant des maladies non inflammatoires.
Le terme apparaît au XVIIIe siècle, où il est employé par le médecin écossais William Cullen en 1769. Celui-ci définit alors les névroses comme suit : « Je propose ici de comprendre sous le titre de névroses ou maladies nerveuses, toutes les affections contre nature du sentiment ou du mouvement, où la pyrexie ne constitue pas une partie de la maladie primitive ; et toutes celles qui ne dépendent pas d'une affection topique des organes, mais d'une affection plus générale du système nerveux, et des puissances du système d'où dépendent plus spécialement le sentiment et le mouvement. » En 1785, Philippe Pinel l'introduit en français. À cette époque, le terme désigne toutes maladies du système nerveux sans lésion organique démontrable.
Il sera repris par Sigmund Freud à partir de 1893 pour désigner une maladie ayant des causes psychiques (comme l'hystérie, la névrose obsessionnelle…), générée par un conflit psychique refoulé d'origine infantile. Laplanche et Pontalis donnent la définition générale suivante de la névrose : il s'agit d'une « affection psychogène où les symptômes sont l'expression symbolique d'un conflit psychique trouvant ses racines dans l'histoire infantile du sujet et constituant des compromis entre le désir et la défense. » De nos jours, pour des psychanalystes comme Jean Bergeret, il est question de « structure névrotique ». René Roussillon préfère parler quant à lui de « pôle d'organisation névrotique » pour éviter l'aspect figeant induit par le terme « structure ».
En psychiatrie, l'abandon du terme « névrose » à partir de la quatrième révision du Manuel diagnostique et statistique des troubles mentaux (DSM-IV) n'a pas été sans provoquer quelques polémiques.

## Psychanalyse

### Sigmund Freud
Freud s'est beaucoup plus soucié d'expliquer les mécanismes psychologiques sous-jacents aux diverses névroses que de nosologie. Avec le développement de la psychanalyse, le concept évolue pour trouver finalement sa place dans la structure tripartite : névrose, psychose, perversion, auxquelles peut être ajouté la catégorie des personnalités limites dont Jean Bergeret pense qu'elle est une astructure entre la « structure névrotique » et la « structure psychotique ».
Selon Freud, les troubles psychologiques tels que l'hystérie, la névrose obsessionnelle, la névrose phobique, la névrose d'angoisse, la névrose actuelle, la neurasthénie et la psychonévrose (névrose de transfert et névrose narcissique) peuvent être classés dans la névrose.[précision nécessaire]
Dans l'optique freudienne, au sens rigoureux du terme, le symptôme est l'expression symbolique d'un conflit psychique ainsi qu'un compromis entre la pulsion et la défense qui s'y oppose. Le conflit est intrapsychique, limité entre le Surmoi et le Ça à l'intérieur du Moi. La fixation et la régression n'ont qu'un caractère partiel ; la libido conserve sa problématique objectale et n'est pas complètement désinvestie ; la réalité est déformée dans le fantasme et non niée,.
Il conviendra de distinguer, à partir des écrits de Freud, deux sortes d'angoisse. Il s'agira aussi de préciser la notion de traumatisme psychique et de comprendre comment le refoulement est à l'origine des symptômes névrotiques dont la compulsion de répétition fait partie.
Sigmund Freud, en 1926, écrit : « L’angoisse, réaction originaire à la détresse dont le traumatisme est reproduit ensuite dans la situation de danger comme signal d’alarme. » Par l’intermédiaire de la douleur qui est la conséquence de la perte objectale avec une décharge massive des tensions libidinales dans le moi, il effectue le passage de l’angoisse automatique, hilflosigkeit, détresse psychique redoutable, qui inonde l’organisation du moi, à l’angoisse signal, qui active les réactions du moi pour faire face au danger pressenti. En effet, que le déplaisir soit associé à la perte de la perception de l’objet, à savoir la mère que l’enfant investit parce qu’elle est associée au soulagement des tensions pulsionnelles (elle le nourrit quand il a faim, etc.), est la condition nécessaire à l’émergence de l’angoisse signal. Les expériences de satisfaction renouvelées encore et encore permettent à l'enfant de prendre conscience de l'existence de la personne qui veille sur lui et de l'investir comme source de plaisir. « Le passage de la douleur corporelle à la douleur psychique correspond à la transformation de l’investissement narcissique en investissement d’objet. » La fonction anticipative du moi dépend de la force de celui-ci, de ses possibilités de lier affects et représentations, c’est-à-dire de donner une signification à l’expérience vécue. Dans l’angoisse détresse, « l’affect se manifeste essentiellement par un effet économique », dans l’angoisse signal, « par un effet de symbolisation ». L'angoisse qui est toujours le résultat d'un conflit entre deux tendances opposées se décharge sans limite si les mots manquent pour contenir le mal-être.
Freud, en 1933, rappelle la distinction entre angoisse devant un danger réel (externe, conscient) et angoisse névrotique (danger interne, non conscient), qui survient dans trois circonstances différentes :
- dans la névrose d’angoisse où elle est angoisse flottante ;
- dans la phobie où elle est liée à des représentations déterminées mais dont l’ampleur est disproportionnée ;
- dans l’hystérie où elle se focalise sur une partie du corps.

Les symptômes sont créés pour éviter l’irruption de l’angoisse. Dans la phobie, le déplacement du danger interne vers un danger externe permet l’évitement par la fuite — aussi de donner une matérialité à des angoisses diffuses comme dans la phobie du vide. En fait, il explique que c’est l’angoisse, devant un danger extérieur mais dont le danger pulsionnel interne est une condition et une préparation, qui provoque le refoulement. Il ajoute que le danger externe est la castration pour le garçon et la perte d’amour chez la fille, dont le prototype est la douleur du nourrisson générée par l’absence de la mère. Autrement dit, le risque est de perdre quelque chose d'essentiel à l'équilibre du sujet. En 1926, Freud émit aussi l’hypothèse que la situation de danger pourrait être gonflée d’une certaine quantité d’angoisse pulsionnelle de nature « masochiste » car provenant de la pulsion de destruction dirigée contre la propre personne. Liée à la pulsion de vie et mise au service de la réalisation d'un objectif, cette pulsion se traduit par des traits de caractère comme la combativité, la ténacité, la persévérance, l'ambition, etc. Le retournement des pulsions agressives contre soi est quelque chose de fréquent, surtout quand l'ambivalence (sentiments positifs et négatifs) à l'égard d'une personne aimée est ressentie comme condamnable ou dommageable.
Freud affirme également que le refoulement originaire découle d’angoisse détresse née d’un trop-plein d’excitations débordant le moi. Cet état où le principe de plaisir échoue à maintenir l’homéostasie constitue le facteur traumatique. En 1923, il définissait déjà le traumatisme de la manière suivante : « Nous appelons traumatiques les excitations extérieures assez fortes pour rompre la barrière représentée par le moyen de protection. Je crois qu’il n’est guère possible de définir le traumatisme autrement que par ses rapports, ainsi compris, avec un moyen de défense, jadis efficace, contre les excitations. » Les refoulements secondaires résultent de l’angoisse signal. Ces considérations autorisent à penser que les traumatismes archaïques subsistent à l’état de traces dans l’image du corps, sortes de sensations sans sens parce que déliées de toutes représentations. En cela, nous ne nous éloignons pas de Freud quand il écrivit : « […] les traces mnésiques refoulées, se rattachant à ses toutes premières expériences psychiques, n’existent pas chez lui à l’état lié et sont même dans une certaine mesure incompatibles avec les processus secondaires. » Ce constat est la base sur laquelle Winnicott (1974) se fonde dans son article « La crainte de l’effondrement ».

#### Symptômes
En 1939, Freud note clairement que « la genèse des névroses se ramène partout et toujours à des impressions infantiles très précoces » et que la conjonction de cette condition étiologique avec une constitution plus fragile concourent à la pathologie. Il dégage ensuite les caractères communs de ces événements traumatiques : tous ont eu lieu dans la première enfance, tous sont en général oubliés, et « il s’agit d’impression d’ordre sexuel ou agressif et certainement aussi de blessures précoces faites au moi (blessure narcissique) [sis] ».
Il présente aussi les deux caractères des symptômes névrotiques :
- le premier résulte des effets du traumatisme qui sont de deux ordres :
  - les effets positifs « constituent des tentatives pour remettre le traumatisme en valeur, c’est-à-dire pour ranimer le souvenir de l’incident oublié ou plus exactement pour le rendre réel, le faire revivre »[20].
  - les réactions négatives ou réactions de défense telles que les inhibitions et les évitements phobiques ont un but opposé.

Ces deux effets qui sont des fixations au traumatisme ou aussi appelés automatismes de répétition, contribuent également à la formation du caractère. « La névrose peut être considérée comme la manifestation directe d’une « fixation » de ces malades à une époque précoce de leur passé ».
- le second caractère des symptômes névrotiques est leur caractère compulsionnel, c’est-à-dire que leur intensité psychique rend inopérant les processus de pensée adaptés au monde extérieur et, donc, la réalité psychique interne supplante la réalité externe. Et Freud ajoute : « […] et la voie vers la psychose est ainsi ouverte[21]. »

Dans ce texte, il laisse entrevoir une voie pour situer les moments de déréalisation des états-limites, sous l’hégémonie de la compulsion de répétition mortifère des traumatismes précoces, blessures narcissiques auxquelles, il rattache certaines déficiences du penser (infra).
Le traumatisme infantile provoque des modifications du moi, comme des cicatrices, qui resurgissent après une période de latence, probablement due à la latence physiologique. L’effet retardé du traumatisme apparaît quand les exigences de la réalité extérieure entrent en conflit avec l’organisation défensive du moi. « La maladie peut être considérée comme une tentative de guérison, comme un effort tenté pour rassembler les éléments du moi que le traumatisme avait dissociés, pour en faire un tout puissant en face du monde extérieur. » Freud, dans la suite de son exposé, note les conditions du retour du refoulé :
- soit l’affaiblissement de la puissance du contre-investissement ;
- soit le renforcement des éléments pulsionnels liés au refoulé ;
- soit l’impression surgie de la similitude entre événements récents et anciens qui réveille le refoulé.

« Dans ce cas, le matériel récent se renforce de toute l’énergie latente du refoulé et ce dernier agit à l’arrière-plan de l’impression récente et avec son concours. » Lorsque nous sommes fatigués, harassés de soucis, nos forces s'épuisent, le contre-investissement cède et nos mécanismes de défense habituels sont moins opérants. Nous devenons irascibles, parfois au bord des larmes et nous craquons pour un rien. Il arrive que certaines situations, des événements particuliers suscitent une réaction dont nous ne nous expliquons pas l'intensité jusqu'à ce que nous établissions un parallèle avec un moment du passé. Quand un ou des besoins essentiels à notre équilibre ne sont pas satisfaits et qu'ils sont minimisés ou non reconnus, des images, des scènes de film ou de vie, etc. peuvent attiser le manque et déclencher une émotion difficile à contenir. Le refoulé c'est un peu comme une fragilité à fleur de peau qui n'attend que d'être effleurée pour faire surface.
Freud, dans ce texte, stipule le fait que le traumatisme provoque une dissociation du moi, une partie étant en adéquation avec l’extérieur et l’autre, meurtrie, qu’il faut protéger. Il parle de la névrose non plus comme de l’aboutissement d’un conflit pulsionnel mais bien comme une formation destinée à prévenir un éclatement du moi. Le refoulé serait cette partie retranchée du moi ou l’éprouvé de détresse qui l’a causée. Ce point de vue de Freud est très éloigné des précédents où le refoulement résultait de l’intervention du surmoi (l'instance moralisatrice) en lutte avec les exigences pulsionnelles du ça.

## Divers domaines en psychologie

### Psychologie individuelle
En 1913, Alfred Adler, initialement disciple de Freud puis fondateur de la psychologie individuelle avant de se détacher de son modèle, explique :

« On peut comprendre chaque névrose comme une tentative de se libérer d'un sentiment d'infériorité pour passer à un sentiment de supériorité. Mais le chemin de la névrose ne mène pas à la ligne d'activités sociales et il n'arrive pas à la solution des questions de vie données. Il débouche dans de petits cercles familiaux et mènera à l'isolement.
Détourné en grande partie de la réalité, le névrosé mène une vie dans l'imagination. Il se sert d'un bon nombre d'astuces lui permettant de fuir des exigences réelles et de briguer une situation idéale qui lui permet de se soustraire à la responsabilité et à la performance sociale. Ces libertés et le privilège de la souffrance composent le substitut pour le but originaire (mais risqué) de la supériorité. »

Le terme « névrose » dans sa vision large a encore donné lieu à toutes sortes d'extensions et de définitions hors de la psychanalyse ou encore dans des techniques de « développement personnel » telle que celle d'Arthur Janov ce qui fait qu'il a perdu en précision ce qui a été un des motifs pour l'évacuer des classifications américaines (CIM et DSM).

### Psychologie analytique
Tout en reconnaissant le poids des composantes érotiques des phases précoces comme pulsion génératrice, pour Carl Gustav Jung la névrose « n'est rien d'autre qu'une tentative individuelle (infructueuse) de résoudre un problème général », l'identifiant comme le résultat final d'une confrontation conflictuelle entre les pulsions intrinsèques de l'individu, l'environnement et le temps dans lequel il vit.

« J'ai souvent vu des personnes devenir névrosées lorsqu'elles se contentaient de réponses inadéquates ou erronées aux questions de la vie... Elles souffrent le plus souvent d'une trop grande étroitesse d'esprit. Leur vie n'a pas de contenu suffisant, ni de sens. Quand elles peuvent se développer en une personnalité plus vaste, la névrose d'ordinaire cesse. [...] La plupart de mes patients n'étaient pas des croyants, mais des personnes qui avaient perdu la foi. » 
« L'homme contemporain est aveugle au fait que, malgré sa rationalité et son efficacité, il est possédé par des « puissances » qui le dépassent. Ses dieux et ses démons n'ont nullement disparu, ils ont simplement changé de nom. Ils les dominent par une agitation, des appréhensions vagues, des complications psychologiques, un besoin insatiable de pilules, d'alcool, de tabac, de nourriture - et, surtout, par un large éventail de névroses. »

En réponse aux névroses collectives, Jung voyait : « Notre monde, comme pour ainsi dire, dissocié à la façon des névrotiques, le rideau de fer figurant la ligne de partage symbolique ».

## Classification psychiatrique actuelle (États-Unis)
Dans la troisième édition du Manuel diagnostique et statistique des troubles mentaux (DSM-III) publié par l'APA, en 1980, les acceptions psychanalytiques du terme névrose ont été d'abord critiquées pour leurs caractères trop imprécis et les auteurs lui préférèrent l'expression « troubles névrotiques » pour désigner les constellations de symptômes observables sans interprétation théorique quant au « processus névrotique » qui reste traité, mais séparément dans le DSM. Cette terminologie athéorique est alors plus en accord avec l'approche épidémiologique statistique revendiquée par le DSM.
Et à partir de la quatrième révision (DSM-IV), le terme névrose fut définitivement abandonné pour préférer une description en grandes catégories de « syndromes » plus généraux : les troubles obsessionnels et compulsifs, troubles anxieux et phobiques, somatoformes et de stress post-traumatique. Alors que la 9e édition de la Classification internationale des maladies (CIM) reprenait la dichotomie névrose/psychose (sans pour autant en donner de définition), la conférence de l'OMS à l'origine de l'édition actuellement en vigueur, la CIM-10, a suivi l'évolution du DSM en supprimant le terme de sa nomenclature psychiatrique, à l'exception de quelques entités (telles que les « Troubles névrotiques, troubles liés à des facteurs de stress et troubles somatoformes », section F 40-48). Ces décisions ont déclenché des polémiques à divers degrés entre les spécialistes du domaine.

### Textes de référence (Choix)
- Sigmund Freud,
  - La première théorie des névroses, PUF Quadrige, 2007  (ISBN 2-1305-6020-2)
  - Névrose, psychose et perversion,  éd. Presses Universitaires de France, 1999  (ISBN 2-1304-5208-6)
  - Vue d'ensemble des névroses de transfert (1915 [1re publication en 1985 avec la présentation d'Ilse Grubrich-Semitis]), dans OCF.P XIII 1914-1915, traduction de Jean Laplanche, Paris, PUF, 1re éd., 1988, 2e éd. corrigée, 1994  (ISBN 2 13 042148 2), p. 281-302.

### Études de la notion

#### Dictionnaires
- Jean Laplanche, Jean-Bertrand Pontalis, Vocabulaire de la psychanalyse (1967), Entrée: « névrose » 8e édition, 1984, (ISBN 2 13 038621 0),p. 267-270; PUF-Quadrige, 5e édition, 2007,  (ISBN 2-13054-694-3).
- Dictionnaire international de la psychanalyse (dir.: Alain de Mijolla), 2 tomes, Calmann-Lévy (2002), Hachette-Littératures, 2005 :
  - Francis Drossart, « névrose » (article), p. 1150-1152; « névrose phobique » (art.), p. 1165-1167.
  - Marc Hayat, « névrose obsessionnelle (névrose de contrainte) » (article), p. 1164-1165.
  - Michel Vincent, « névrose narcissique » (article), p. 1163-1164.
  - Ilse Grubrich-Simitis, « Vue d'ensemble des névroses de transfert » (article), p. 1902-1903.
- Elisabeth Roudinesco et Michel Plon, Dictionnaire de la psychanalyse, Paris, Fayard, coll. « La Pochothèque », 2011 (1re éd. 1997), 1789 p. (ISBN 978-2-253-08854-7), entrée: « névrose », p. 1057-1060.

#### Ouvrages et articles d'auteurs
- Sous la dir. de Bela Grunberger, Les Névroses : L'Homme et ses conflits,  éd. Sand & Tchou, coll. « Les Grandes découvertes de la psychanalyse », 2004  (ISBN 2-7107-0596-6)
- Catherine Chabert et coll., Les névroses,  éd. Dunod, 2008  (ISBN 2-1005-1147-5)
- Jean Bergeret (psychanalyste), La personnalité normale et pathologique,  éd. Dunod, 3e édition, 2003  (ISBN 2-1000-3007-8)
- Jean Bergeret, Abrégé de psychologie pathologique, Masson, coll. « Abrégés de médecine », 9e édition, 2004  (ISBN 2-2940-0989-4)
- René Roussillon avec C. Chabert, A. Ciccone, A. Ferrant, N. Georgieff, et P. Roman, Manuel de psychologie et psychopathologie clinique générale, 2007  (ISBN 978-2-2940-4956-9)
- André Green, Le discours vivant, PUF 2001  (ISBN 2-1305-1569-X)
- Jean-Louis Pedinielli, Pascale Bertagne, Les névroses, (didactique),  éd. Armand Colin, coll. « 128 », Psychologie, 2005  (ISBN 2-2003-4102-4)
- Julian de Ajuriaguerra et Daniel Marcelli, Psychopathologie de l'enfant,  éd. Masson, 2e édition revue et augmentée, coll. « Abrégés », 1984  (ISBN 2-2258-0220-3)
- Daniel Marcelli et David Cohen, Enfance et psychopathologie,  éd. Masson, 8e édition, coll. « Les âges de la vie », 2009  (ISBN 2-2947-0703-6)